# Catie Cuan
Catie Cuan es una artista, emprendedora e innovadora en el campo del arte robótico y la interacción humano-robot, donde se especializa en coreorobótica, un campo emergente en la intersección de la danza coreográfica y la robótica. Catie Cuan es una de las investigadoras académicas pioneras en el campo de la coreorobótica y actualmente está haciendo un postdoctorado en la Universidad de Stanford.

## Carrera
Catie Cuan obtuvo su licenciatura en la Universidad de California, Berkeley. Obtuvo su doctorado en el Departamento de Ingeniería Mecánica de la Universidad de Stanford, especializándose en robótica. Su publicación más citada trata sobre cómo mejorar los sistemas expresivos robóticos utilizando herramientas a partir de la teoría de la danza, como el Análisis de Movimiento Laban/Bartenieff. En sus proyectos de investigación más recientes, Cuan explora un modelo predictivo de aprendizaje por imitación para robots moviéndose entre humanos, un proyecto que avanza el campo de la robótica social.
Cuan atribuye su interés en robótica a la experiencia con su padre cuando sufrió un derrame cerebral y estuvo rodeado de muchas máquinas médicas, lo que la hizo pensar en cómo las personas podrían sentirse más empoderadas y esperanzadas en vez de temerosas.
Como bailarina de ballet y coreógrafa, ha actuado con el Metropolitan Opera Ballet y la Lyric Opera de Chicago. En 2020, fue bailarina y coreógrafa del espectáculo Output, que fue parte de una colaboración con ThoughtWorks Arts y el Pratt Institute. En esta producción bailó con un robot industrial ABB IRB 6700. 
En 2022, fue nombrada embajadora IF/THEN de la Asociación Estadounidense para el Avance de la Ciencia. Ese mismo año, fue nombrada futurista residente en el Edificio de Artes e Industrias del Smithsonian, donde actuó en la ceremonia de clausura durante la exposición FUTUROS el 6 de julio de 2022.
Cuan también ha contribuido al diseño de productos, trabajando con la empresa IDEO y la firma de diseño de interiores holandesa moooi en su proyecto Piro, que consistió en un robot bailarín difusor de aromas que fue presentado durante la Semana del Diseño de Milán en junio de 2022.
Cuan ha participado en charlas TED, donde habla sobre cómo enseñar a los robots a bailar y cuál es el futuro para los robots bailarines en la era de la IA.